# Геополитички положај
Геополитички положај је тесно везан уз политички и војни положај, али има шире значење. Осим што представља положај у односу на центре светске политичке и војне моћи, везује се и за однос према верским и другим организацијама, економским партнерствима и сл.